# Maison des Chats (Bruxelles)
Pour les articles homonymes, voir Maison des Chats.

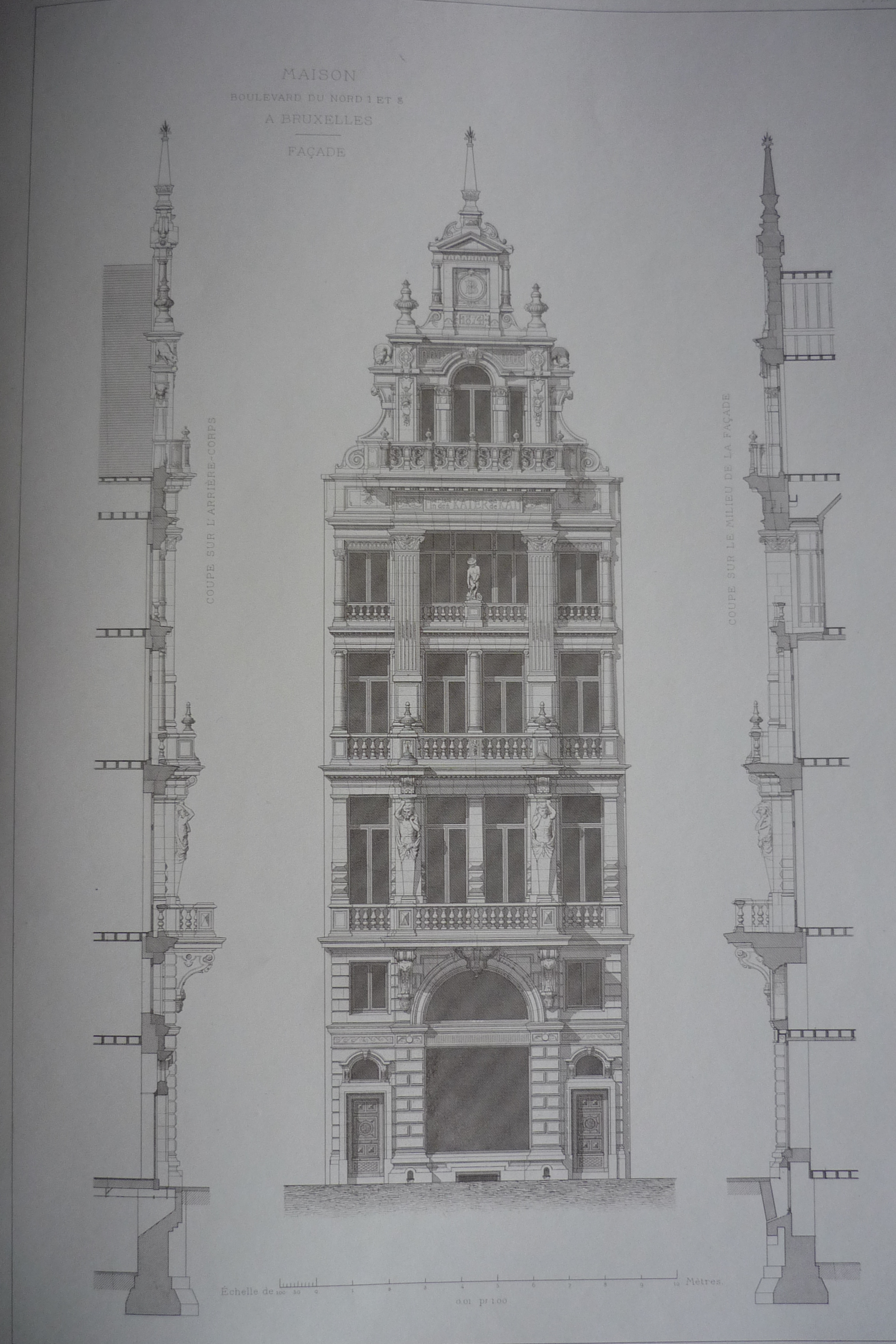
Hier is't in den kater ende kat (gravé par Joseph et Franz Neirynck, 1874), extrait de Beyaert, Travaux d'architecture, 1874.

La Maison des Chats (connue également sous le nom de Hier is't in den kater en de kat en vieux néerlandais) est un édifice construit en 1873-1875 à Bruxelles en Belgique par l'architecte Henri Beyaert, à la suite des travaux de voûtement de la Senne et de la création des « boulevards du Centre ».
Cette maison a remporté le premier prix du concours d'architecture organisé par la Ville de Bruxelles en 1872-1876. Son style peut être défini comme une interprétation d'esprit éclectique de l'architecture néo-Renaissance flamande. De fait, elle est notablement inspirée des Maisons des corporations de la Grand-Place de Bruxelles. Elle doit son nom à sa célèbre frise portant l'inscription « Hier is't in den kater en de kat » (soit « Ici on est au Matou et à la Chatte ») ; deux félins, œuvre du sculpteur Georges Houtstont qui décora toute la façade, sont en effet figurés vers le haut du pignon sur les côtés.

## Localisation
L'immeuble se dresse aux n° 1-3 du boulevard Adolphe Max,, entre le Passage du Nord (édifice éclectique de l'architecte Henri Rieck) et l'Hôtel Atlanta (édifice de style Art déco de l'architecte Michel Polak sis aux n° 5-9 du boulevard Adolphe Max).

## Historique

### Voûtement de la Senne et création des boulevards du Centre

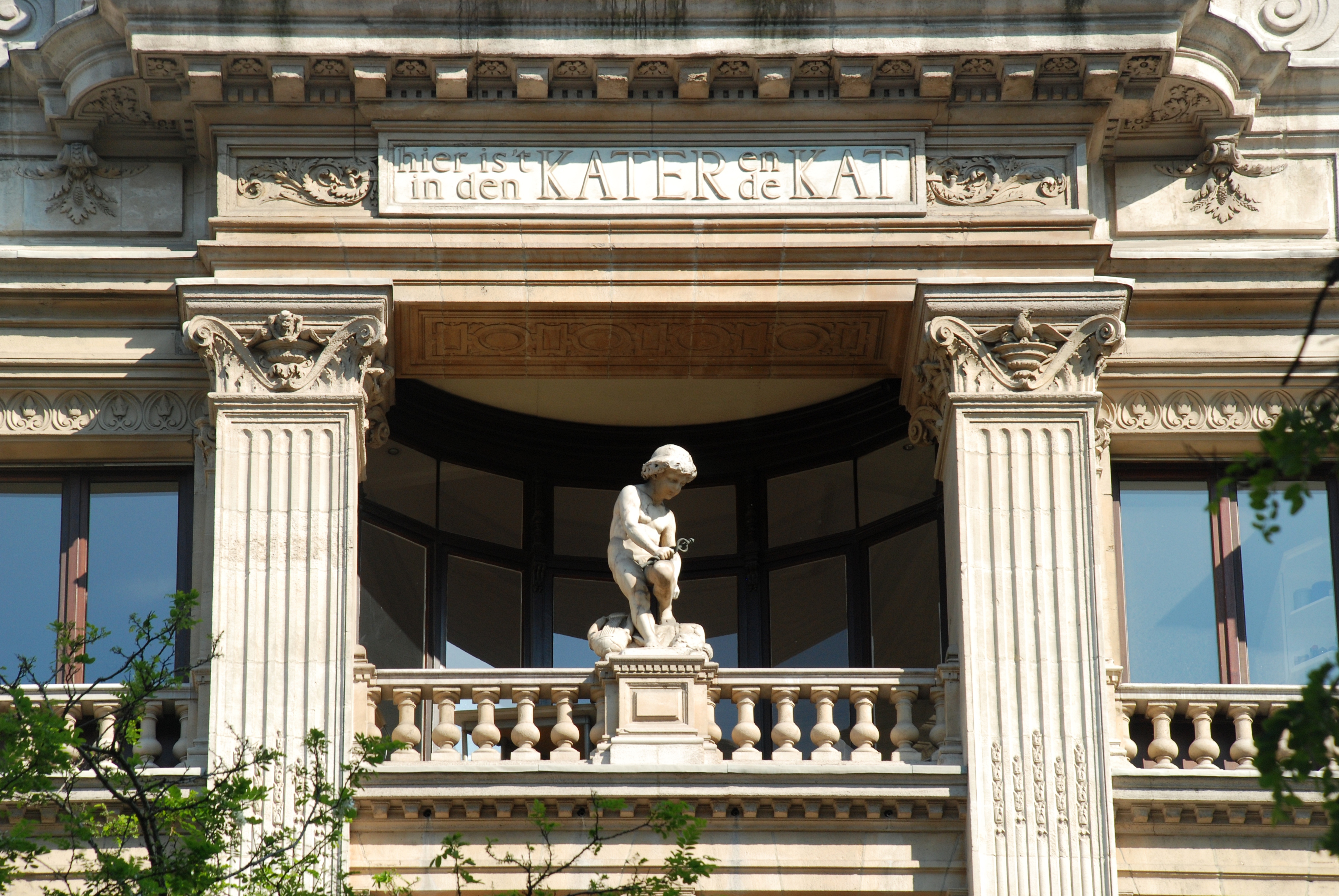
Sur l'entablement, l'inscription en néerlandais « Hier is 't in den kater en de kat ».

Décrite, au XVIIIe siècle encore, comme une rivière au « cours utile et agréable », la Senne n'est plus, au siècle suivant, qu'un « dépotoir, non seulement des industries groupées sur ses bords, mais de toutes les maisons riveraines ».
En 1865, le roi Léopold II, s'adressant au jeune bourgmestre de Bruxelles Jules Anspach, formule le vœu que Bruxelles « réussira à se débarrasser de ce cloaque qu'on appelle la Senne » avant la fin de son règne.
En octobre 1865, le conseil communal de la ville de Bruxelles adopte un projet établi par l'architecte Léon Suys qui vise à supprimer les bras secondaires de la rivière, à rectifier le cours sinueux de son bras principal et à le voûter entre la gare du Midi et le nord de la ville.
C'est ainsi qu'apparaissent les « boulevards du Centre » (nommés initialement boulevard du Hainaut, Central, du Nord et de la Senne et renommés ultérieurement boulevard Lemonnier, Anspach, Max et Jacqmain).

### Concours d'architecture
Afin de stimuler la reconstruction aux abords de ces boulevards, la Ville de Bruxelles organise deux concours d'architecture pour les périodes 1872-1876 et 1876-1878, en laissant la plus grande liberté aux architectes : aucune unité de style n'est recherchée ni imposée et la composition monumentale sera de facto éclectique tout au long de cette immense perspective.

### Construction de la Maison des Chats
C'est dans ce contexte que l'architecte Henri Beyaert construit, dans le style de l'architecture néo-Renaissance flamande},, la Maison des Chats sur le boulevard du Nord (devenu depuis le boulevard Adolphe Max).
Il la conçoit en 1872 pour la « Banque de Belgique », obtient le permis de bâtir en 1873 et la termine en 1875, malgré le millésime 1874 inscrit sur l'entablement du pignon,,.
La maison obtient le premier prix du concours organisé par la Ville en 1872-1876,,,.

### Classement
Le bâtiment fait l'objet d'un classement au titre des monuments historiques depuis le 15 octobre 1992 sous la référence 2043-0227/0,.

## Accessibilité
| ___ | Ce site est desservi par la station de métro : De Brouckère. |